# Чемпіонат СРСР з баскетболу
Чемпіонат СРСР з баскетболу (рос. Чемпионат СССР по баскетболу) — баскетбольна першість СРСР, яку проводили починаючи з 1924 року. Після війни чемпіонат Радянського Союзу був однією з найсильніших ліг Європи — радянські клуби вісім разів вигравали баскетбольний Кубок європейських чемпіонів.
З українських команд чемпіоном СРСР ставав «Будівельник» (Київ), що взяв «золото» 1989 року, а також збірна Української РСР (на основі «Будівельника»), що стала переможцем Спартакіади 1967 року (її проводили замість чемпіонату СРСР).

## Список призерів
| Рік  | Переможець                 | 2 місце                   | 3 місце                | Примітки                                       |
| ---- | -------------------------- | ------------------------- | ---------------------- | ---------------------------------------------- |
| 1924 | Збірна Москви              | Збірна Уралу              |                        |                                                |
| 1928 | Збірна Москви              | Збірна України            |                        |                                                |
| 1934 | Збірна Ленінграда          | Збірна Москви             | Збірна Одеси           |                                                |
| 1935 | Збірна Москви              | Збірна Ленінграда         | Збірна Тифлісу         |                                                |
| 1936 | Збірна Ленінграда          | Збірна Москви             | Збірна Одеси           |                                                |
| 1937 | Динамо (Москва)            | Червона Зоря (Ленінград)  | Локомотив (Москва)     | Перший клубний чемпіонат СРСР                  |
| 1938 | Буревісник (Ленінград)     | Локомотив (Москва)        | ГОЛІФК (Ленінград)     |                                                |
| 1939 | Локомотив (Москва)         | ГОЛІФК (Ленінград)        | Локомотив (Тбілісі)    |                                                |
| 1940 | Буревісник (Ленінград)     | Локомотив (Тбілісі)       | Локомотив (Москва)     |                                                |
| 1941 |                            |                           |                        | Не проводився через німецько-радянську війну   |
| 1942 |                            |                           |                        | Не проводився через німецько-радянську війну   |
| 1943 |                            |                           |                        | Не проводився через німецько-радянську війну   |
| 1944 | ДКА (Тбілісі)              | Динамо (Москва)           | Локомотив (Москва)     | Перше чемпіонство грузинського клубу           |
| 1945 | ЦДКА (Москва)              | Локомотив (Тбілісі)       | Калев (Таллінн)        |                                                |
| 1946 | Будинок Офіцерів (Тбілісі) | ЦДКА (Москва)             | Динамо (Москва)        |                                                |
| 1947 | СКІФ (Каунас)              | Динамо (Тбілісі)          | ЦДКА (Москва)          | Перше чемпіонство литовського клубу            |
| 1948 | Динамо (Москва)            | Будівельник (Москва)      | Динамо (Тбілісі)       |                                                |
| 1949 | УСК (Тарту)                | СКИФ (Каунас)             | ВВС МВО (Москва)       | Перше чемпіонство естонського клубу            |
| 1950 | Динамо (Тбілісі)           | УСК (Тарту)               | ВВС МВО (Москва)       |                                                |
| 1951 | Жальгіріс (Каунас)         | ВВС МВО (Москва)          | УСК (Тарту)            |                                                |
| 1952 | ВВС МВО (Москва)           | Жальгіріс (Каунас)        | Динамо (Тбілісі)       |                                                |
| 1953 | Динамо (Тбілісі)           | ЦДСА (Москва)             | Жальгіріс (Каунас)     |                                                |
| 1954 | Динамо (Тбілісі)           | ЦДСА (Москва)             | Жальгіріс (Каунас)     |                                                |
| 1955 | ОДО (Рига)                 | ЦСК МО (Москва)           | Жальгіріс (Каунас)     | Перше чемпіонство латвійського клубу           |
| 1956 | Збірна Латвійської РСР     | Збірна Москви             | Збірна Литовської РСР  |                                                |
| 1957 | ОСК (Рига)                 | ВВС МВО (Москва)          | Динамо (Москва)        |                                                |
| 1958 | СКВО (Рига)                | ВВС МВО (Москва)          | Динамо (Москва)        |                                                |
| 1959 | Збірна Москви              | Збірна Грузинської РСР    | Збірна Латвійської РСР |                                                |
| 1960 | ЦСКА (Москва)              | Динамо (Тбілісі)          | ВЕФ (Рига)             |                                                |
| 1961 | ЦСКА (Москва)              | Динамо (Тбілісі)          | СКА (Рига)             |                                                |
| 1962 | ЦСКА (Москва)              | СКА (Рига)                | Будівельник (Київ)     |                                                |
| 1963 | Збірна РРФСР               | Збірна Української РСР    | Збірна Латвійської РСР |                                                |
| 1964 | ЦСКА (Москва)              | СКА (Рига)                | Будівельник (Київ)     |                                                |
| 1965 | ЦСКА (Москва)              | Будівельник (Київ)        | Динамо (Тбілісі)       |                                                |
| 1966 | ЦСКА (Москва)              | Будівельник (Київ)        | ВЕФ (Рига)             |                                                |
| 1967 | Збірна Української РСР     | Збірна Естонської РСР     | Збірна Москви          |                                                |
| 1968 | Динамо (Тбілісі)           | СКА (Київ)                | ЦСКА (Москва)          |                                                |
| 1969 | ЦСКА (Москва)              | Динамо (Тбілісі)          | Спартак (Ленінград)    |                                                |
| 1970 | ЦСКА (Москва)              | Спартак (Ленінград)       | Будівельник (Київ)     |                                                |
| 1971 | ЦСКА (Москва)              | Спартак (Ленінград)       | Жальгіріс (Каунас)     |                                                |
| 1972 | ЦСКА (Москва)              | Спартак (Ленінград)       | СКА (Київ)             |                                                |
| 1973 | ЦСКА (Москва)              | Спартак (Ленінград)       | Жальгіріс (Каунас)     |                                                |
| 1974 | ЦСКА (Москва)              | Спартак (Ленінград)       | Будівельник (Київ)     |                                                |
| 1975 | Спартак (Ленінград)        | ЦСКА (Москва)             | Динамо (Москва)        |                                                |
| 1976 | ЦСКА (Москва)              | Спартак (Ленінград)       | Динамо (Москва)        |                                                |
| 1977 | ЦСКА (Москва)              | Будівельник (Київ)        | Динамо (Тбілісі)       |                                                |
| 1978 | ЦСКА (Москва)              | Спартак (Ленінград)       | Жальгіріс (Каунас)     |                                                |
| 1979 | ЦСКА (Москва)              | Будівельник (Київ)        | Статиба (Вильнюс)      |                                                |
| 1980 | ЦСКА (Москва)              | Жальгіріс (Каунас)        | Динамо (Москва)        |                                                |
| 1981 | ЦСКА (Москва)              | Будівельник (Київ)        | Спартак (Ленінград)    |                                                |
| 1982 | ЦСКА (Москва)              | Будівельник (Київ)        | Динамо (Москва)        |                                                |
| 1983 | ЦСКА (Москва)              | Жальгіріс (Каунас)        | Будівельник (Київ)     |                                                |
| 1984 | ЦСКА (Москва)              | Жальгіріс (Каунас)        | Будівельник (Київ)     |                                                |
| 1985 | Жальгіріс (Каунас)         | ЦСКА (Москва)             | Спартак (Ленінград)    |                                                |
| 1986 | Жальгіріс (Каунас)         | ЦСКА (Москва)             | Спартак (Ленінград)    |                                                |
| 1987 | Жальгіріс (Каунас)         | ЦСКА (Москва)             | Спартак (Ленінград)    |                                                |
| 1988 | ЦСКА (Москва)              | Жальгіріс (Каунас)        | Будівельник (Київ)     |                                                |
| 1989 | Будівельник (Київ)         | Жальгіріс (Каунас)        | ЦСКА (Москва)          | Перша перемога українського клубу в чемпіонаті |
| 1990 | ЦСКА (Москва)              | Динамо (Москва)           | Будівельник (Київ)     |                                                |
| 1991 | Калев (Таллінн)            | Спартак (Санкт-Петербург) | ВЕФ (Рига)             |                                                |
| 1992 | Спартак (Санкт-Петербург)  | Жулдуз (Алма-Ата)         | Динамо (Москва)        | Чемпіонат СНД                                  |